# Туве Лу
Еба Туве Елса Нилсон (швед. Ebba Tove Elsa Nilsson; Дјуршолм, Шведска, 29. октобар 1987), познатија под уметничким именом Туве Лу (швед. Tove Lo) шведска је певачица и текстописац. Завршила је музичку школу Rytmus Musikergymnasiet. Њен деби албум Queen of the Clouds је изашао септембра 2014, коауторка је песама Sparks (Хилари Даф) и Love Me like You Do (Ели Гулдинг).